# يوانينا
يانِنَة أو يوانينا (باليونانية: Ιωάννινα)‏ (بالإنجليزية: Ioannina)‏ مدينة يونانية تقع في شمال غرب البلاد، وهي عاصمة منطقة إبيروس الإدارية، وأيضاً مركز أحد مقاطعات هذه المنطقة الإدارية.

## الموقع، السكان والتسمية
تقع المدينة على امتداد صخري ضمن بحيرة بامبوتيس على ارتفاع 600 متر عن مستوى البحر، مقابل جبل ميتسيكيلي شديد الانحدار. تبعد المدينة عن أثينا مسافة 466 كيلومتر، وعن سالونيك مسافة 354 كيلومتر.
تعود تسمية المدينة إلى القديس يوحنا المعمدان وتعني (مدينة يوحنا)، لأنها كانت قد وضعت تحت حماية هذا القديس في الفترة المسيحية المبكرة.
يبلغ عدد سكان المدينة حوالي 75.000 نسمة، بالإضافة إلى كونها مدينة طلابية حيث تضم حوالي 20.000 طالب.

## التاريخ
توجد في المنطقة المحيطة بالمدينة دلائل على استيطان قديم من العصر النيوليثي، لكن تاريخ إنشاء المديتة يعود للقرن السادس للميلاد على يد الإمبراطور البيزنطي جوستينيان الأول وذلك حول قلعة قديمة كانت تعود للقبائل الإلليرية، حيث تم ذكرها عام 527 م. من قبل المؤرخ بروكوبيوس كمدينة إفرويا الجديدة.
احتلها النورمانديون عام 1082 على يد بوهيموند الأول والذي حصن أسوارها. في القرن الثالث عشر أصبحت جزءاً من إمارة إبيروس البيزنطية والتي كانت عاصمتها مدينة آرتا حيث قدم إليها العديد من العائلات البيزنطية هرباً من الحملة الصليبية التي مرت بالقسطنطينية عام 1205 م.
عام 1345 م. استولى عليها الصربي ستيفان دوشان، والذي أعلن نفسه إمبراطوراً على صربيا واليونان، ازدهرت المدينة اقتصادياً وثقافياً أثناء الفترة الصربية حتى أصبحت تعرف باسم رائدة المعرفة.

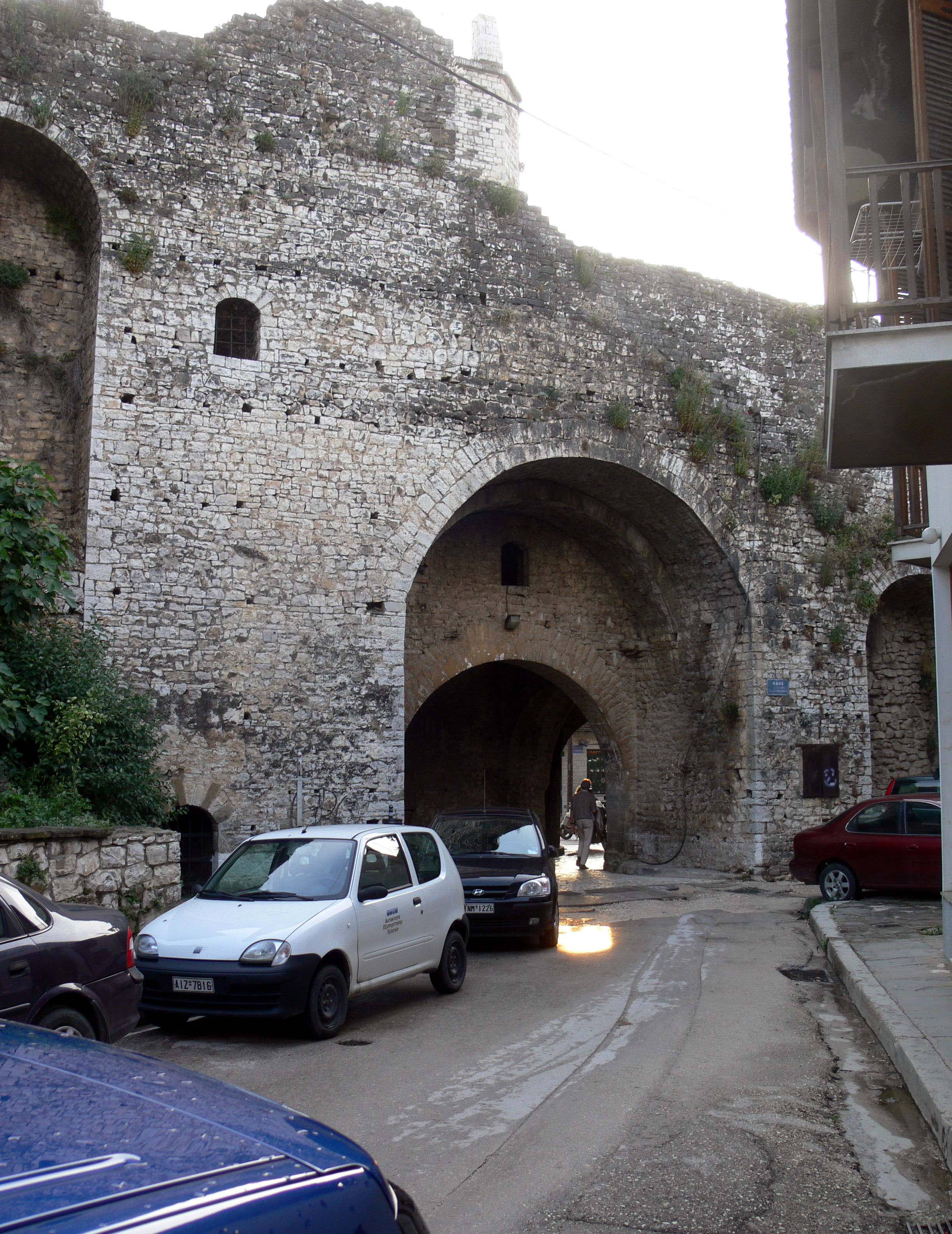
أجزاء من الحصن البيزنطي

استسلمت المدينة لجيش السلطان العثماني مراد الثاني عام 1431 م. مع الحفاظ على ميزاتها الاقتصادية العديدة، ولكن يانينة عانت منذ عام 1611 من تراجع سريع بعد القمع العثماني للثورة الفلاحية التي قادها ديونيسيوس سكيلوسوفوس المعرف ب(ديونيسيوس الفيلسوف) مطران تريكالا، حيث ألغيت بعدها كافة الامتيازات العثمانية لسكان المدينة، وطردوا منها واستبدلوا بسكان أتراك ويهود.
في أواخر القرن السابع عشر، وبدايات القرن الثامن عشر استعادت المدينة نشاطها الاقتصادي والثقافي عبر التجارة مع المدن الأوربية الأخرى مثل البندقية وليفورنو، وإنشاء المدارس ذات التقليد البيزنطي العريق.
عام 1789 م. أصبحت المدينة عاصمة منطقة نفوذ علي باشا، والذي كانت له علاقات جيدة مع كافة القوى الأوربية، حيث استمتعت يانينة في عهده بفترة ذهبية من الحكم الذاتي والازدهار الثقافي، وأصبحت مركزاً لمفكري الثورة اليونانية الأوائل مثل يورغوس كارسكاكيس، ومع نمو الروح الاستقلالية اليونانية وبدء الثورة حاصر الأتراك المدينة عام 1821، وتم اغتيال علي باشا بعد ذلك بسنتين في حجرتة ضمن جزيرة نيساكي في بحيرة بامبوتيس.
استمرت بعدها خاضعة للحكم العثماني حتى عام 1913 حيث ضمن المدينة بعد حرب البلقان الأولى إلى مملكة اليونان.

## المعالم الأساسية
- متحف يانينة الأركيولوجي: متحف مهم مؤلف من سبع قاعات عرض، يضم أثاراً من العصر النوليثي، وحتى الفترة العثمانية.
- متحف الفن الشعبي: متحف يعكس فن وتقاليد منطقة إبيروس.
- الحصن البيزنطي (الفروريون): بنى خلال فترة إمارة إبيروس البيزنطية، وقام علي باشا بتجديده لاحقاً وجعله مركزاً لولايته، الحصن محاط بخندق مائي كبير ويرتبط مع المدينة بثلاثة جسور خشبية.
- جامع علي باشا: وهو بناء جميل يعود تاريخه لعام 1618.

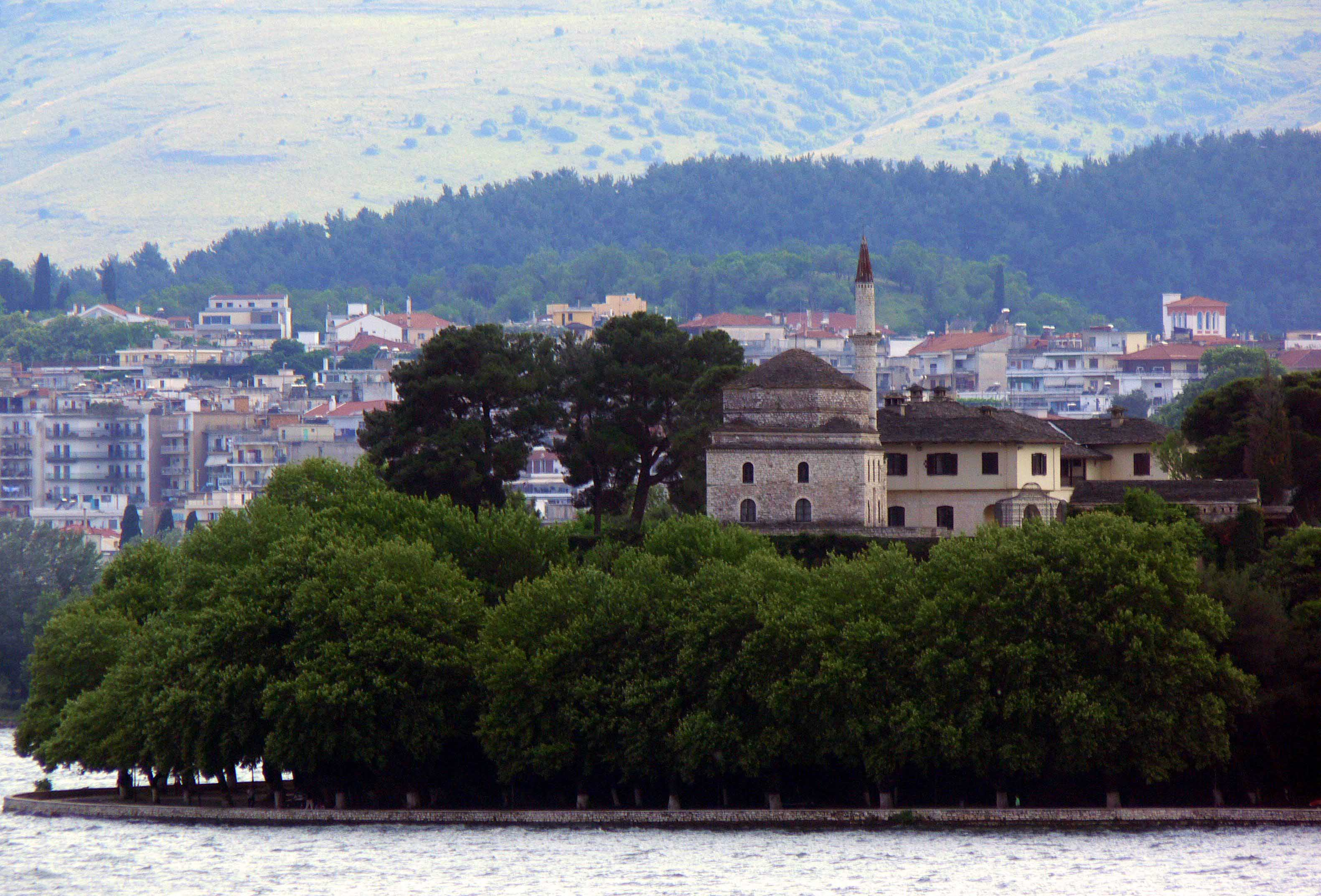
جامع أصلان علي باشا

- مسجد آسيا: والذي بني عام 1618 على أنقاض كنيسة دمرت بعد ثورة سكيلوسوفوس وهو الآن المتحف البلدي، يمكن من منارة هذا المسجد مشاهدة منظر بانورامي للمدينة والبحيرة.
- جامع فتحية (Fethiye): يوجد بالقرب منه قبر علي باشا.
- كاتدراثية القديس أثاناسيوس (أغيوس أثاناسيوس): أعيد بناءها عام 1820.
- بحيرة بامبوتيس أو بامفوتيس: ضمنها جزيرة نيساكي والتي يوجد ضمنها العديد من الأديرة مثل دير برودروموس (Prodromos)، دير بانتيليمون(Panteleimon) ودير فيلانثروبينون (Philanthropinon).

## متفرقات
- تعتبر يانينة من المدن الجامعية في اليونان وتضم جامعة إبيروس ومعهد تقني عالي، ويسكن فيها حوالي 20.000 طالب.
- يوجد بالقرب من المدينة مطار يانينة الدولي.
- تعتبر المدينة مركزاً هاماً لرياضات التجديف والقوارب وذلك في بحيرة بامبوتيس.
- أهم نادي رياضي في المدينة هو باس يانينا، والذي يلعب حالياً في دوري الدرجة الثانية اليونانية لكرة القدم.

## أبرز أبناء المدينة
- عبد الخالق ريندا